# 쿠바저녁박쥐
 쿠바저녁박쥐(Nycticeius cubanus)는 애기박쥐과에 속하는 박쥐의 일종이다. 쿠바의 토착종이다. 작은 박쥐로 저녁박쥐보다도 작다. 식충성 동물이지만, 습성과 먹이에 대해 잘 알려져 있지는 않다.

## 특징
작은 박쥐로 전완장이 28~33mm이고 꼬리 길이가 24~36mm이다. 귀 길이는 8~10mm이고 몸무게는 최대 7g이다. 털이 무성하다. 등 쪽은 갈색이지만 배 쪽은 좀더 밝은 색을 띤다. 주둥이는 짧다.

## 생태
폐가에서 은신하는 것으로 추정된다. 딱정벌레와 바퀴벌레, 나비 등의 공중을 나는 곤충을 포획하여 먹는다. 5월에 2마리의 새끼를 밴 암컷이 포획된다.

## 분포 및 서식지
쿠바 섬 중부와 서부 지역에 분포한다.